# .pn
.pn és l'actual domini de primer nivell territorial (ccTLD) de les illes Pitcairn.
Aquest domini va ser motiu de conflicte l'any 2000, entre el resident a l'illa Tom Christian, a qui la ICANN li havia delegat la gestió del domini, i el govern de l'illa, que va tenir com a resultat la redelegació del domini al Consell de l'Illa.
L'empresa popnic.com Arxivat 2013-12-09 a Wayback Machine. ofereix subdominis gratuïts amb un servei de redirecció per sota d'alguns dominis de dues lletres del .pn
Un domini .pn oficial costa 100 dòlars al registre. Hi ha relativament pocs webs que l'utilitzen, però alguns exemples notables són la cadena esportiva ESPN (es.pn), Appian Corporation (ap.pn) i Groupon (gr.pn), que l'utilitzen per serveis d'escurçament d'URLs.
També es va utilitzar a la campanya de promoció de la pel·lícula Els jocs de la fam, presentant-lo com el codi "oficial" de la nació de Panem.

## Dominis de segon nivell
- .in.pn
- .co.pn
- .eu.pn
- .org.pn
- .net.pn
- .me.pn